# Construction Simulator
 (juillet 2021).
Si vous disposez d'ouvrages ou d'articles de référence ou si vous connaissez des sites web de qualité traitant du thème abordé ici, merci de compléter l'article en donnant les références utiles à sa vérifiabilité et en les liant à la section « Notes et références ».
Construction Simulator (Bau-Simulator dans le titre original allemand) est un jeu PC sorti en 2015 par la société allemande Astragon, spécialisée dans les logiciels de simulation. 

## Gameplay
Le jeu commence par des tutoriels où le joueur apprend à conduire les machines lourdes de base du jeu, notamment les camions et les excavatrices. Au fur et à mesure que le jeu avance, le joueur peut sélectionner différents contrats, pour construire plusieurs types de bâtiments, et gérer sa société d'entrepreneurs. Le joueur peut acheter de nouveaux véhicules et équipements, et même embaucher de nouveaux travailleurs. Le jeu est un monde ouvert, et le joueur débloque les lieux au fur et à mesure qu'il les découvre. Le voyage rapide est disponible à certains moments du jeu et entre les missions.